# Philodromus imbecillus
Philodromus imbecillus este o specie de păianjeni din genul Philodromus, familia Philodromidae, descrisă de Keyserling, 1880. Conform Catalogue of Life specia Philodromus imbecillus nu are subspecii cunoscute.